# Jan Rojewski (poeta)
Jan Rojewski (ur. 1994 w Łodzi) – polski dziennikarz i poeta.

## Życiorys
Publikował m.in. w Gazecie Wyborczej, Rzeczpospolitej, Dzienniku Gazecie Prawnej, Onecie, Tygodniku Powszechnym, Miesięczniku Znak. Jest stałym współpracownikiem Tygodnika Polityka i dziennikarzem Wirtualnej Polski.
Autor tomów Ikonoklazm (Biuro Literackie, 2018) i Ocalałe 2030 (KONTENT, 2022). Za tom Ikonoklazm został nominowany do Nagrody Literackiej Gdynia 2019 w kategorii poezja oraz do Wrocławskiej Nagrody Poetyckiej Silesius 2019 w kategorii debiut a także wyróżniony w XV Ogólnopolskim Konkursie Literackim im. Artura Fryza 2019 na najlepszy poetycki debiut książkowy roku 2018. Za projekt tego tomu był nominowany do Nagrody Głównej XXII Ogólnopolskiego Konkursu Poetyckiego im. Jacka Bierezina 2016 i otrzymał Nagrodę Publiczności. Z kolei tom Ocalałe 2030 był nominowany do Wrocławskiej Nagrody Poetyckiej Silesius 2023 w kategorii książka roku. Był także laureatem Nagrody Krakowa Miasta Literatury UNESCO 2022. Jan Rojewski został także wymieniony wśród najbardziej obiecujących polskich pisarzy przed 30. rokiem życia na liście opublikowanej przez Gazetę Wyborczą.
Podczas gali wręczenia Wrocławskiej Nagrody Poetyckiej Silesius 2019 wraz z nominowanymi Maciejem Bobulą i Michałem Domagalskim ogłosił, że poeci postanowili podzielić się nagrodą finansową po równo. Ten gest doprowadził do zmiany regulaminu nagrody w kolejnych latach.
Od września 2021 redaktor naczelny portalu Truestory.pl. Od maja 2023 roku redaktor prowadzący portalu Angora24.pl, będącego internetowym wydaniem Tygodnika Angora.